# Liste der Baudenkmäler im Südostviertel
Die Liste der Baudenkmäler im Südostviertel enthält die denkmalgeschützten Bauwerke auf dem Gebiet von Essen-Südostviertel, Stadtbezirk I, in Nordrhein-Westfalen (Stand: Januar 2016). Diese Baudenkmäler sind in der Denkmalliste der Stadt Essen eingetragen; Grundlage für die Aufnahme ist das Denkmalschutzgesetz Nordrhein-Westfalen (DSchG NRW).

| Bild                                           | Bezeichnung                                    | Lage                                                | Beschreibung | Bauzeit                | Eingetragen seit   | Denkmal- nummer |
| ---------------------------------------------- | ---------------------------------------------- | --------------------------------------------------- | --- | ---------------------- | ------------------ | --------------- |
| Direktorenwohnhaus Viktoriaschule              | Direktorenwohnhaus Viktoriaschule              | Dammannstraße 37 / Kurfürstenplatz 1 Karte          | | 1913–1914              | 12. Juni 1997      | 892             |
| Heilig-Kreuz-Kirche                            | Heilig-Kreuz-Kirche                            | Franziskanerstraße 69 Karte                         | Kirche des 1903 gegründeten Franziskanerklosters, am 17. September 1911 ihrer Bestimmung übergeben, nach erheblichen Kriegsschäden 1949 mit Veränderungen instand gesetzt | 1910–1911              | 9. Dezember 1993   | 784             |
| weitere Bilder                                 | Viktoriaschule                                 | Kurfürstenplatz 1 Karte                             | Architekt: Albert Erbe | nach 1905              | 23. November 1989  | 528             |
| weitere Bilder                                 | Altlutherische Kirche                          | Moltkeplatz 17 Karte                                | Selbständige Evangelisch-Lutherische Kirche SELK; für das Kulturhauptstadtjahr 2010 zur Bartning-Kirche des Jahres erklärt, da erster Kirchbau des Architekten Otto Bartning in Deutschland; Einweihung der schlichten Saalkirche mit Satteldach und campanileartigem Turm am 10. Juli 1910; 1945 fast völlig zerstört, Wiederaufbau 1948 als erste aller zerstörten Kirchen Essens. Auch Propsteikirche des Sprengels West der SELK durch Wahl des Pfarrers zum Propst. | 1909–1910              | 10. Dezember 1987  | 229             |
| ehem. Villa und Verwaltungsgebäude Koppers     | ehem. Villa und Verwaltungsgebäude Koppers     | Moltkeplatz 61 / Moltkestraße 29 Karte              | Architekt: Oskar Schwer | 1911                   | 14. Februar 1985   | 15              |
| Moltkebrücke                                   | Moltkebrücke                                   | Moltkestraße bei HNr. 38/40 Karte                   | Brücke über die Bahnstrecke Essen-Werden–Essen | 1910                   | 24. November 1998  | 900             |
| vier Wohnhäuser                                | vier Wohnhäuser                                | Ruhrallee 4-10 Karte                                | | Anfang 20. Jahrhundert | 10. November 1988  | 337             |
| Wohnhaus                                       | Wohnhaus                                       | Schinkelstraße 22 Karte                             | | um 1930                | 10. August 1989    | 427             |
| Wohnhaus                                       | Wohnhaus                                       | Schinkelstraße 24 Karte                             | | 1934                   | 10. November 1988  | 338             |
| Wohnhaus mit Bürotrakt                         | Wohnhaus mit Bürotrakt                         | Schinkelstraße 30-32 Karte                          | | 1956                   | 14. Mai 1987       | 145             |
| Wohnhaus mit innenliegender Doppelgarage       | Wohnhaus mit innenliegender Doppelgarage       | Schinkelstraße 31 Karte                             | | 1926                   | 25. Juni 1992      | 765             |
| Wohnhaus                                       | Wohnhaus                                       | Schinkelstraße 34 Karte                             | Hier wohnte seit dem 1. Oktober 1936 der Essener Oberbürgermeister und spätere Bundespräsident Gustav Heinemann bis zu seinem Tode am 7. Juli 1976. | 1925                   | 10. Juli 1986      | 112             |
| Wohnhaus                                       | Wohnhaus                                       | Schinkelstraße 36 Karte                             | | 1935                   | 10. Juli 1986      | 113             |
| Wohnhaus                                       | Wohnhaus                                       | Schinkelstraße 45 Karte                             | | 1910                   | 10. November 1988  | 342             |
| Wohnhaus                                       | Wohnhaus                                       | Schinkelstraße 47 Karte                             | | um 1910                | 10. November 1988  | 343             |
| Wohnhaus                                       | Wohnhaus                                       | Schinkelstraße 49 Karte                             | | um 1910                | 10. November 1988  | 344             |
| Wohnhaus                                       | Wohnhaus                                       | Schinkelstraße 59 Karte                             | | um 1910                | 10. November 1988  | 345             |
| Wohnhaus                                       | Wohnhaus                                       | Schinkelstraße 65 Karte                             | | um 1910                | 10. November 1988  | 346             |
| Wohnhaus                                       | Wohnhaus                                       | Schinkelstraße 67 Karte                             | | um 1910                | 10. November 1988  | 347             |
| weitere Bilder                                 | Synagoge mit Gemeindezentrum                   | Sedanstraße 46/Ruhrallee / Saarbrücker Straße Karte | Synagoge und Gemeindehaus an der Stelle eines 1932 von Erich Mendelsohn gebauten und in der Pogromnacht 1938 zerstörten Jugendheims; durch die Jüdische Kultusgemeinde Essen am 21. Oktober 1959 eröffnet; Architekten: Dieter Knoblauch und Heinz Heise | 1958–1959              | 9. Dezember 1999   | 908             |
| Wohnhaus                                       | Wohnhaus                                       | Semperstraße 11 Karte                               | | um 1930                | 10. August 1989    | 426             |
| Wohnhaus                                       | Wohnhaus                                       | Semperstraße 12/14 Karte                            | | um 1925                | 10. November 1988  | 339             |
| fünf Wohnhäuser                                | fünf Wohnhäuser                                | Semperstraße 13-21 Karte                            | | 1912                   | 10. Juli 1986      | 114             |
| Häuserzeile (vier Häuser) mit Gartengrundstück | Häuserzeile (vier Häuser) mit Gartengrundstück | Semperstraße 16-22 / Garten Schinkelstraße 26 Karte | | 1914                   | 14. Februar 1985   | 16              |
| Wohnhaus                                       | Wohnhaus                                       | Semperstraße 24 Karte                               | | 1922                   | 10. November 1988  | 348             |
| vier Wohnhäuser                                | vier Wohnhäuser                                | Semperstraße 27/29/31 / Schinkelstraße 29 Karte     | |                        | 10. November 1988  | 349             |
| weitere Bilder                                 | Wasserturm am Steeler Berg                     | Steeler Straße 137 Karte                            | | 1883–1884              | 10. November 1988  | 17              |
| Kino Eulenspiegel                              | Kino Eulenspiegel                              | Steeler Straße 208 Karte                            | Programmkino | 1955                   | 28. September 2000 | 853             |
| weitere Bilder                                 | Auferstehungskirche                            | Steubenstraße 050 Karte                             | Architekt: Otto Bartning | 1929–1930              | 14. Februar 1985   | 18              |